# Luca Infante
Luca Infante (Nocera Inferiore, 5 giugno 1982) è un dirigente sportivo ed ex cestista italiano.

## Caratteristiche tecniche
Alto 206 cm per 109 kg di peso, in campo gioca come ala-pivot le sue doti migliori sono il carattere e la determinazione.

## Carriera
Cresce nelle giovanili della Folgore Nocera e della Pallacanestro Salerno, con la quale debutta nel 1998.
Nel 2001 firma un primo contratto con la Pallacanestro Reggiana, dove è inserito nel roster l'anno successivo.
Dal 2002 al 2005 scende di categoria, girovagando fra formazioni di Serie B d'Eccellenza maschile (Latina, Cento e Soresina le sue tappe).
Nel 2005 ritorna a Reggio Emilia, dove gioca fino al febbraio del 2007, quando è girato in prestito alla Carife Ferrara, squadra di Legadue.
Nell'estate del 2009 rescinde il contratto con Reggio Emilia e firma per la New Basket Brindisi.
Alla fine del torneo 2010 conquista la sua prima promozione in serie A con Brindisi. Capitano della squadra brindisina, nel luglio 2011 viene acquistato dall'Unione Cestistica Piacentina, squadra di Legadue. Passa poi alla Veroli Basket e a Biella.
Nominato capitano vince, con la Pallacanestro Biella (detta Angelico Biella, per via dello sponsor), la prima Coppa Italia Lega Nazionale Pallacanestro 2014 (ribattezzata Adecco Cup 2014 per ragioni di sponsorizzazione) e si qualifica per l'EuroChallenge. nell'estate 2018 firma con la maglia di EBK Roma.
nell'estate 2022 firma con GEMA Montecatini Terme Basketball in Serie B.

## Nazionale
Nel gennaio del 2007 esordisce con la nazionale italiana di pallacanestro, disputando alcune amichevoli.

## Statistiche

### Cronologia presenze e punti in Nazionale
| Cronologia completa delle presenze e dei punti in Nazionale - Italia | Cronologia completa delle presenze e dei punti in Nazionale - Italia | Cronologia completa delle presenze e dei punti in Nazionale - Italia | Cronologia completa delle presenze e dei punti in Nazionale - Italia | Cronologia completa delle presenze e dei punti in Nazionale - Italia | Cronologia completa delle presenze e dei punti in Nazionale - Italia | Cronologia completa delle presenze e dei punti in Nazionale - Italia | Cronologia completa delle presenze e dei punti in Nazionale - Italia |
| Data                                                                 | Città                                                                | In casa                                                              | Risultato                                                            | Ospiti                                                               | Competizione                                                         | Punti                                                                | Note                                                                 |
| -------------------------------------------------------------------- | -------------------------------------------------------------------- | -------------------------------------------------------------------- | -------------------------------------------------------------------- | -------------------------------------------------------------------- | -------------------------------------------------------------------- | -------------------------------------------------------------------- | -------------------------------------------------------------------- |
| 02/06/2007                                                           | Bari                                                                 | Italia                                                               | 80 - 73                                                              | Croazia                                                              | Amichevole                                                           | 5                                                                    | [ 6 ]                                                                |
| 05/06/2007                                                           | San Benedetto del Tronto                                             | Italia                                                               | 88 - 71                                                              | Rep. Ceca                                                            | Torneo amichevole                                                    | 3                                                                    | [ 7 ]                                                                |
| 15/06/2007                                                           | Xiaolan                                                              | Cina                                                                 | 69 - 74                                                              | Italia                                                               | Torneo amichevole                                                    | 0                                                                    | [ 8 ]                                                                |
| 16/06/2007                                                           | Foshan                                                               | Italia                                                               | 70 - 68                                                              | Croazia                                                              | Torneo amichevole                                                    | 0                                                                    | [ 9 ]                                                                |
| 17/06/2007                                                           | Xinhui                                                               | Italia                                                               | 54 - 75                                                              | Australia                                                            | Torneo amichevole                                                    | 4                                                                    | [ 10 ]                                                               |
| 19/06/2007                                                           | Zhuhai                                                               | Cina                                                                 | 79 - 87                                                              | Italia                                                               | Torneo amichevole                                                    | 6                                                                    | [ 11 ]                                                               |
| 20/06/2007                                                           | Zhongshan                                                            | Italia                                                               | 64 - 63                                                              | Australia                                                            | Torneo amichevole                                                    | 7                                                                    | [ 12 ]                                                               |
| 21/06/2007                                                           | Guzhen                                                               | Italia                                                               | 91 - 97                                                              | Croazia                                                              | Torneo amichevole                                                    | 3                                                                    | [ 13 ]                                                               |
| 27/07/2008                                                           | Bormio                                                               | Italia                                                               | 72 - 77                                                              | Israele                                                              | Amichevole                                                           | 0                                                                    | [ 14 ]                                                               |
| 30/07/2008                                                           | Bormio                                                               | Italia                                                               | 90 - 75                                                              | Polonia                                                              | Torneo amichevole                                                    | 9                                                                    | [ 15 ]                                                               |
| 01/08/2008                                                           | Bormio                                                               | Italia                                                               | 77 - 68                                                              | Israele                                                              | Torneo amichevole                                                    | 0                                                                    | [ 16 ]                                                               |
| 05/08/2008                                                           | Bormio                                                               | Italia                                                               | 68 - 65                                                              | Francia                                                              | Amichevole                                                           | 0                                                                    | [ 17 ]                                                               |
| 14/08/2008                                                           | Cagliari                                                             | Italia                                                               | 66 - 51                                                              | Belgio                                                               | Torneo amichevole                                                    | 0                                                                    | [ 18 ]                                                               |
| 15/08/2008                                                           | Cagliari                                                             | Italia                                                               | 83 - 74                                                              | Gran Bretagna                                                        | Torneo amichevole                                                    | 8                                                                    | [ 19 ]                                                               |
| 27/08/2008                                                           | Chieti                                                               | Italia                                                               | 88 - 90                                                              | Finlandia                                                            | Qual. Euro 2009                                                      | 7                                                                    | [ 20 ]                                                               |
| 30/08/2008                                                           | Sofia                                                                | Bulgaria                                                             | 81 - 80                                                              | Italia                                                               | Qual. Euro 2009                                                      | 2                                                                    | [ 21 ]                                                               |
| 06/09/2008                                                           | Belgrado                                                             | Serbia                                                               | 72 - 52                                                              | Italia                                                               | Qual. Euro 2009                                                      | 0                                                                    | [ 22 ]                                                               |
| 13/09/2008                                                           | Vantaa                                                               | Finlandia                                                            | 62 - 69                                                              | Italia                                                               | Qual. Euro 2009                                                      | 0                                                                    | [ 23 ]                                                               |
| Totale                                                               |                                                                      | Presenze                                                             | 18                                                                   |                                                                      | Punti                                                                | 54                                                                   |                                                                      |